# Giovanni Prati
Giovanni Prati (ur. 27 stycznia 1814 w Lomaso, zm. 9 maja 1884 w Rzymie) – włoski poeta i polityk.
Wiersze zaczął pisać już jako uczeń gimnazjum w Trydencie. Wstąpił na Uniwersytet Padewski, ale studiów nigdy nie ukończył. W roku 1834 ożenił się z Elisą Bassi, która zmarła sześć lat później. Wdowieństwo i miłość do córki są w tym okresie stałymi motywami poezji Pratiego. Wielki sukces odniósł w roku 1841 wierszowaną nowelą Edmenegarda, w której tytułowa bohaterka porzuca rodzinę dla kochanka, a kiedy po dramatycznych przejściach wraca do męża, ten nie odmawia jej co prawda pomocy materialnej, ale wraz z dziećmi wyjeżdża za granicę. To dzieło, podobnie jak inne nowele wierszowane Pratiego, Rodolfo i Armando, ma cechy typowe dla sentymentalnego nurtu włoskiego romantyzmu: emfazę, powierzchowność opisów psychologicznych, temat dostosowany do gustów mieszczańskich, melodramatyczność sytuacji i główne postacie wzorowane na ludziach nieszczęśliwych i nadwrażliwych z utworów Goethego i Musseta. W poezjach z tomu Canti lirici wyczuwa się wpływ hymnów Manzoniego, natomiast w tomie Memoria e lacrime krytycy doszukują się stylu Byrona i mistycyzmu Lamartine'a. 
Istotnym źródłem natchnienia były dla Pratiego patriotyzm i sytuacja polityczna w kraju. Jako zwolennik zjednoczenia Włoch pod berłem dynastii sabaudzkiej został w roku 1848 uwięziony przez Austriaków, a potem skazany na wygnanie z Królestwa Lombardzko-Weneckiego. Schronienie znalazł na dworze w Turynie, gdzie tworzył pieśni odzwierciedlające wydarzenia historyczne i nastroje ostatniej fazy risorgimenta. Król Wiktor Emanuel II, którego wysławiał w swoich wierszach, mianował go nadwornym historiografem. Po ostatecznym zjednoczeniu Włoch Prati został senatorem. Pod wpływem klasycyzującej twórczości Giosuè Carducciego próbował z różnym powodzeniem dostosować się do kanonów nowej poetyki, w której istotne były harmonia kompozycji, umiar w doborze środków wyrazu oraz przejrzystość i elegancja stylu.

## Główne dzieła
- Edmenegarda, 1841 – nowela wierszowana
- Canti lirici, canti per il popolo e ballate (Pieśni liryczne, pieśni dla ludu i ballady), 1843 – zbiór wierszy
- Memoria e lacrime (Pamięć i łzy), 1844 – zbiór wierszy
- Rodolfo, 1853 – nowela wierszowana
- Armando, 1868 – nowela wierszowana
- Psiche (Psyche), 1876 – zbiór wierszy
- Iside (Izyda), 1878 – zbiór wierszy